# سعدية بن سالم
سعدية بن سالم أستاذة مساعدة في الجامعة التونسيّة، كاتبة وباحثة، ولدت بمدينة دقاش بالجريد التونسي زاولت تعليمها حتى المرحلة الثانوية بمدينة دقاش. حصلت سعدية على الإجازة في اللغة العربية و ادابها من كلية الآداب برقادة بالقيروان كما حصلت على الماجستير في تعلمية اللغة العربية من المعهد الأعلى للتربية و التكوين المستمر ببوشوشة تونس 2008.
وعلى شهادة الدكتوراه من كلية العلوم الإنسانية والاجتماعية بتونس عن بحث بعنوان الانسجام في الخطاب الحجاجي: شروطه وتجلياته (بحث تأصيلي تطبيقي في ضوء بعض النظريات التداولية والتداولية العرفانية). (2015).

## من مؤلفها
في الرواية:
- بين مرافئ التيه (2008)
- أسماء مستعارة (2008)
- مواسم الجفاف (2010)

في القصّة:
- أقاصيص و هي مجموعة قصصيّة) موجّهة إلى الأطفال (2009)
- يحي يعود قصّة نشرت ضمن عمل مشترك بعنوان لدينا حلم (2013)
- ساعة أبي... وحب قصّة موجّهة إل اليافعين (2018)
- في المسرح:
- عندما تنهار القلاع (2010)

في العمل التربوي:
- في تعلّميّة التّواصل الشّفوي -المحفوظات- بالاشتراك مع الأستاذ المنذر المرزوقي(2009)

في السيرة: بحلوها وبمرها حكاية امرأة من باب الأقواس، في سيرة المناضلة شريفة الدالي السعداوي. (2015)
في النقد:
- عوالم سردية تونسيّة (2017)